# Goondiwindi
Goondiwindi är en ort i Australien. Den ligger i kommunen Goondiwindi och delstaten Queensland, omkring 290 kilometer sydväst om delstatshuvudstaden Brisbane.
Runt Goondiwindi är det ganska glesbefolkat, med 26 invånare per kvadratkilometer.. Goondiwindi är det största samhället i trakten.
Omgivningarna runt Goondiwindi är i huvudsak ett öppet busklandskap.  Genomsnittlig årsnederbörd är 686 millimeter. Den regnigaste månaden är januari, med i genomsnitt 184 mm nederbörd, och den torraste är september, med 17 mm nederbörd.